# Operatie Zetten
Operatie Zetten (Duits: Unternehmen Zetten) was de codenaam voor een Duitse militaire operatie in de Tweede Wereldoorlog, in de Betuwe. Het geallieerde bruggenhoofd in dit gebied werd ook wel “The Island” genoemd. Deze aanvalsoperatie werd door de Duitsers opgezet om hun steunpunt in de Betuwe te verzekeren op het moment dat het water in het geïnundeerde Betuwe zou zakken. Twee dagen lang viel een bataljon Duitse parachutisten de aan en nam Hemmen en tweemaal Zetten in. Maar evenzovele keren werden de Duitsers ook weer teruggeworpen en uiteindelijk door een tegenaanval van een volledige Britse brigade teruggeworpen tot over de Linge. Het Duitse bataljon werd daarbij vrijwel vernietigd.

## Inleiding
Medio oktober 1944 was het front in de Betuwe tot rust gekomen na afloop van Operatie Market Garden en de daaropvolgende Duitse tegenaanvallen. Op 2 december 1944 bliezen de Duitsers de Rijndijk bij Elden op waardoor de Betuwe onder water liep. De geallieerden trokken zich terug naar hoger gelegen gebieden in Operatie Noah. Toen eind december 1944 het water in de geïnundeerde Betuwe ging zakken, was het Duitse opperbevel bang voor een hernieuwde geallieerde opmars door de Betuwe richting het westen. Het bezit van Hemmen en Zetten kon hiertegen een dam opwerpen. Een aanval werd hiervoor voorbereid.

## Betrokken Duitse eenheden
- 2e Parachutistendivisie (Generalleutnant Walter Lackner)
  - 7e Parachutistenregiment (Oberst Graf Kerssenbrock)
    - 3e Bataljon (Hauptmann Lisowski) minus 2 pelotons
    - 2e compagnie van Fallschirm Granatwerfer Batalion 2
    - een peloton van mittlere Granatwerfer van het 1e Bataljon van het 16e Parachutistenregiment
    - twee pionierpelotons, één met vlammenwerpers en één mijnenzoekers
    - een tankvernietigerspeloton van de 14e compagnie van het 7e Parachutistenregiment
    - een anti-tankpeloton van de 14e compagnie van het 7e Parachutistenregiment
    - 2e Abteilung van het 2e Fallschirmjäger Artillerieregiment
    - 7e Batterij van het 2e Fallschirmjäger Artillerieregiment
    - 1e Batterij van Polizei-Artillerie-Abteilung Nordwest

## Betrokken geallieerde eenheden
- 49e (West Riding) Infanteriedivisie (Major-General Gordon MacMillan)
  - 56th Infantry Brigade (Brigadier W.F.H. Kempster (tot 20 januari 1945), Lieutenant Colonel Robert H.C. Bray (waarnemend, vanaf 20 januari 1945))
    - 2nd Battalion, South Wales Borderers (Lieutenant Colonel D.R. Wilson)
    - 2nd Battalion, Gloucestershire Regiment (Lieutenant Colonel Robert H.C. Bray)
    - 2nd Battalion, Essex Regiment (Lieutenant Colonel M.A.H Butler)

  - 6th Canadian Armoured Regiment (1st Hussars) (Major W.D. Brooks) – alleen A en B eskadrons
  - 146th Infantry Brigade  (Brigadier Desmond S. Gordon)
    - 1st Battalion Royal Leicestershire Regiment

## Inleidende acties rond Hemmen

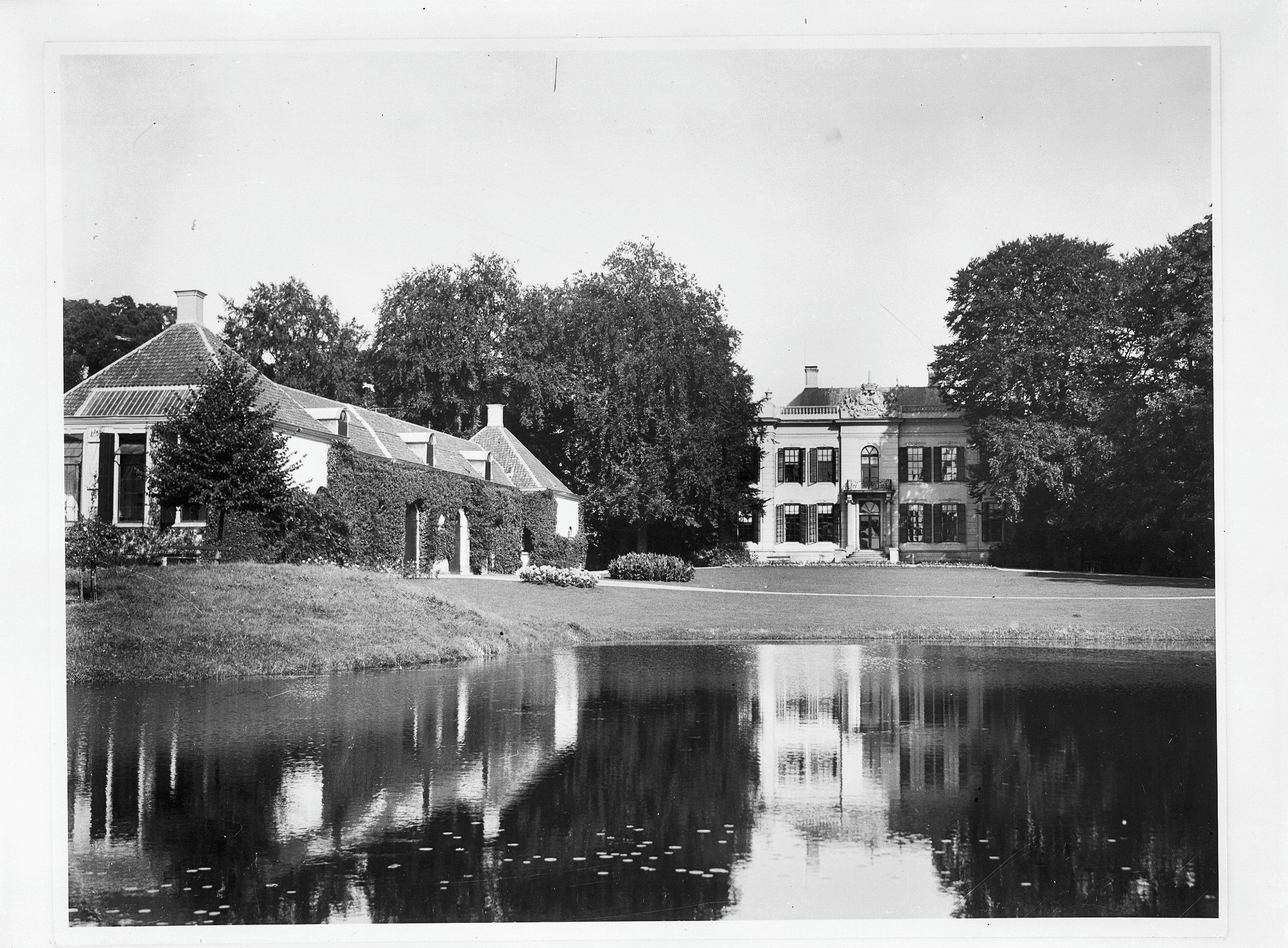
Kasteel Hemmen in 1930

Medio december 1944 begonnen steeds meer schermutselingen voor te komen rond Hemmen en Zetten, dorpjes die beide door Operatie Noah in het niemandsland lagen en deels onder water stonden. De grootte van de patrouilles en de aard van de gevechten nam steeds meer toe. De eerste grotere ontmoeting was op 21 december 1944 toen een Duitse patrouille van 17 man, onder persoonlijk bevel van de bataljonscommandant van het 3e Bataljon van het 7e Parachutistenregiment (Hauptmann Kessler) botste op delen van de A-compagnie van het 2nd Battalion, South Wales Borderers (hierna genoemd 2 SWB). Beide zijden leden verliezen, waaronder Kessler.
Intussen begon eind december het waterpeil in de Rijn, en daarmee ook in de geïnundeerde Betuwe, te zakken. Maar door hevige vorst begon nu ook ijs een probleem te worden. Op 28 december bezette een peloton Duitsers Hemmen, maar een poging de volgende nacht om ook Zetten in te nemen mislukte door Brits vuur. Toch nestelden af en toe zich Duitsers in Zetten. Op 3 januari 1945 kwamen de Britten ten slotte in actie om Hemmen van Duitsers schoon te vegen, om te voorkomen dat ze ook naar Zetten kwamen. Een patrouille van 2 SWB onder bevel van luitenant Kernick moest het Kasteel Hemmen bezetten om daarmee Duitse patrouilles te verrassen. Dit was eigenlijk geen kasteel maar een statig landhuis. Maar het kasteel was al in bezit van de Duitse para’s en Kernick liep in de val. Drie Wasp vlammenwerper-carriers werden zonder succes ingezet. Ook de inzet van een antitankkanon hielp niet. Vervolgens werden ’s middag vier Sherman Firefly-tanks van het A-eskadron van de 1st Hussars ingezet, die 120 granaten afschoten. In de nacht werden 1500 artilleriegranaten en 2000 mortiergranaten afgevuurd, maar de grootste vernietiging kwam door een beschieting met mortierrookgranaten, waarvan de fosfor het kasteel in brand zetten, op 5 januari. De volgende dag beschoten opnieuw Fireflies de ruïnes. De Duitsers waren echter allang vertrokken.

## Unternehmen Zetten

### De Duitse aanval
Medio januari 1945 kreeg de 2e Parachutistendivisie bevel Hemmen en Zetten definitief in te nemen en hiervoor werd het 3e Bataljon van het 7e Parachutistenregiment ingezet. Dit bataljon (infanteristensterkte 596 man) werd in de avond van 17 januari 1945 via het veer bij Wageningen, het Lexkesveer over de Rijn gezet. Het bataljonshoofdkwartier werd daar ook meteen opgezet. Aan de Britse kant lag de C-compagnie van het 1st Battalion Royal Leicestershire Regiment (hierna genoemd Leicesters) in enkele huizen in het zuidelijk deel van Zetten. Het was bijtend koud en er woedde een hevige sneeuwstorm.
De aanval begon op 18 januari 1945 om 04.00 uur met Duits artillerievuur. Rond 06.00 uur drongen de Duitse para’s van Hemmen en van meerdere zijden Zetten binnen. De C-compagnie van de Leicesters kreeg het heftig te verduren. Drie uur later hadden de Duitsers geheel Hemmen en een groot gedeelte van Zetten ingenomen, maar in het centrum van Zetten verdedigden nog Leicesters. Versterking van hen was hoogst noodzakelijk en die kwam van de D-compagnie, versterkt met vier Sherman tanks van A-eskadron 1st Hussars en een sectie Wasp’s van het 11e Royal Scots Fusiliers. Die laatsten waren op de beijzelde wegen echter niet te handhaven. Zware gevechten braken uit in het dorp, waarbij de steun van de tanks beslissend was. Langzaam heroverden de Britten delen van het dorp en rond het middaguur hadden ze de overhand gekregen. Wel mengden zich nu ook de 15,5 cm kanonnen van de Polizei-Artillerie-Abteilung Nordwest in de strijd. Deze buitgemaakte Franse 1e Wereldoorlog kanonnen spuwden die dag van het gebied Wageningen-Renkum zo’n 102 granaten op Zetten af. De hele middag bleef Zetten het toneel van chaotische gevechten, maar het 13e peloton in het centrum werd wel bevrijd uit zijn benarde positie. Zelfs de inzet van 7,5 cm PAK antitank kanonnen konden de Duitsers niet veel helpen. De C-compagnie van de Leicesters werd na invallen van de duisternis definitief afgelost door de D-compagnie, aangevuld met twee pelotons van het 2nd Battalion, Gloucestershire Regiment (hierna genoemd Glosters). De Duitsers melden dat hun verliezen “zeer hoog” waren. Tegen middernacht vielen de Duitse para’s nog kort aan, maar daarna werd het stil.
De volgende morgen, om 06.00 uur vielen de Duitsers weer aan van meerdere kanten en de Leicesters kwamen weer in de problemen en moesten wijken. Duitsers meldden om 09.25 u dat op vier huizen na geheel Zetten ingenomen was. Maar weer schoten de Canadese tanks, samen met de twee pelotons Glosters, te hulp. Ondanks opnieuw jachtsneeuw, rukten deze hulptroepen weer gestaag op en drongen de Duitsers terug. Ook nu duurden de verwarde gevechten de gehele dag, maar tegen 17.40 u waren de meeste Duitsers weer uit Zetten verdreven. Dit ondanks dat ze goede vuursteun hadden gekregen , o.a. weer 179 granaten uit de oude Franse kanonnen. De Duitsers meldden tot nu toe 17 doden en 53 gewonden als verliezen. In de loop van de avond werd de uitgeputte D-compagnie van de Leicester afgelost door twee andere compagnieën van de Leicesters en twee compagnieën van de Glosters. De verliezen van de Leicesters in 2 dagen waren 62 man, maar volgens eigen zeggen hadden ze 150 Duitsers gedood of gewond. Intussen werden de voorbereidingen getroffen voor een grootscheepse tegenaanval, met vrijwel de gehele Britse 56e Infanteriebrigade.

### De Britse tegenaanval

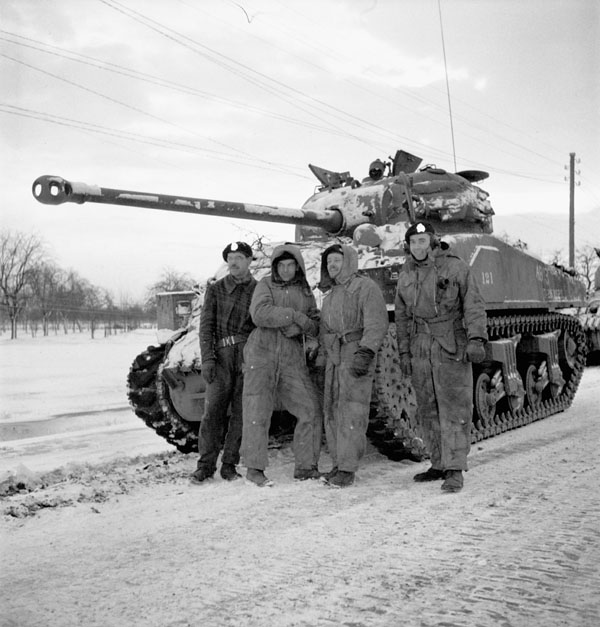
Sherman Firefly van de 1st Hussars in Zetten op 20 januari 1945

De 56e Infanteriebrigade, ondersteund door het B-eskadron 1st Hussars, zou de Duitsers over de Linge moeten terugjagen. Links zou het 2 SWB met twee tanksecties oprukken via de Veldtraat naar hemmen en de Linge. Rechts zou het 2nd Battalion, Essex Regiment (hierna genoemd 2nd Essex) via de Hoofdstraat door het hart van Zetten oprukken naar de Linge. Hevige sneeuwval zou de tanks stevig belemmeren, maar ook luchtsteun door jachtbommenwerpers verhinderen.
Het 2 SWB startte met in de morgen van 20 januari C- en D-compagnie en rukte op over de Veldstraat. Daarna nam B-compagnie het over en veroverde startposities voor A-compagnie voor de uiteindelijke aanval op het kasteel.
De Duitsers waren bij Zetten zelf als eerste en gingen om 05.30 u al in de aanval, maar die werd snel gesmoord. Daarna volgde wat verlaat om 09.40 u de start van de aanval van de 2nd Essex. Bloedige gevechten ontsponnen zich in het dorp en de Duitse para’s verdedigden met hand en tand. Toch kwamen de compagnieën van 2nd Essex gestaag verder, maar ook hun verliezen liepen gestaag op. Doordat de geallieerden de Franse kanonnen op de Veluwezoom ontdekt hadden en toedekten met artillerievuur, konden deze de para’s niet helpen. Ook achtergebleven Duitse sluipschutters bleven de 2nd Essex last en verliezen bezorgen. Rond 13.30 u hadden A- en C-compagnie het centrum schoongeveegd en nog voor het vallen van de avond had D-compagnie het noordelijk deel van Zetten in handen. De oogst van de dag waren vele Duitse doden en 66 krijgsgevangenen. Maar ook de geallieerden moesten slikken met 10 doden, 63 gewonden en een vermiste. Die avond gaf de commandant van Heeresgruppe H, Generaloberst Kurt Student, opdracht om Zetten op te geven, maar Hemmen vast te houden.
In de morgen van 21 januari brak dan de strijd om het kasteel van Hemmen uit. Om 07.55 u deden 12 para’s nog een woeste uitval, maar die werd afgeslagen. Toch kon het 2 SWB pas om 09.30 beginnen met hun aanval. De A-compagnie met ondersteunende eenheden braakte een vuurregen af op het kasteel, maar dit hield voorlopig. Tegen 10.10 u was wel de Linge bereikt. De hele dag werden pogingen ondernomen, maar pas tegen 16.50 uur slaagden de Britten erin de finale inval in te zetten, ondersteund door drie volop vurende tanks die het kasteelterrein opreden. Maar het zou nog een vol uur duren voor het kasteel geheel in Britse handen was: 121 para’s gaven zich over. De rest was ontsnapt. Die avond gaf Student formeel toestemming om Hemmen uiteindelijk op te geven, maar de Linge-lijn moest gehouden worden tegen elke kosten. Het 2 SWB nam in deze twee dagen tijd 200 gevangenen, maar verloor ook 6 doden en 40 gewonden. Intussen had het 2nd Essex nog de gehele dag nodig om het gebied tussen het noorden van Zetten en de Linge te zuiveren van para’s, onder anderen door zeer nauwkeurig Duits mortiervuur.
Om te voorkomen dat de Duitsers het nogmaals gingen proberen werden die avond zowel de Lingebrug richting Indoornik als de Hemmense Brug door de Britten opgeblazen.
De laatste akte ging pas op 22 januari in. Opnieuw ondersteund door tanks, zuiverden de Glosters het dorp Hemmen. Het 609e Squadron RAF met zijn Hawker Typhoon’s viel die dag succesvol het Duitse bataljonshoofdkwartier bij het Lexkesveer aan.

## Nasleep
Nog een week van zwaar winterweer, inclusief veel sneeuw, beïnvloedde de stellingoorlog daarna. Maar intredende dooi bracht het water in de Betuwe in februari 1945 alweer omhoog.
De Britse hadden 347 para’s krijgsgevangen gemaakt. En volgens hun schattingen waren rond 100 man gesneuveld en beliepen de totale Duitse verliezen zo’n 820 man aan doden, gewonden en gevangenen. Wel bijzonder is dat de Duitsers een infanteriesterkte van het 3e Bataljon aangaven op 25 januari met 347 man, hetgeen slechts 249 minder is dan voor de aanval.

Maar ook de geallieerden moesten duur betalen. Ze verloren minstens 60 doden, gewonden en vermisten tijdens de Duitse aanval en nog eens 15 doden, 98 gewonden en 32 vermisten tijdens hun eigen tegenoffensief.